# Zofia Popiel
Zofia Popiel (ur. 26 lipca 1845 w Kurozwękach, zm. 31 maja 1927 w Krakowie) – polska ziemianka, mieszkała w Ruszczy, działaczka społeczna. Założycielka i w latach 1901-1926 prezydentka Sodalicji Pań Wiejskich Ziemi Krakowskiej.

## Życiorys
Córka Pawła Popiela i Emilii z Sołtyków. Urodziła się w Kurozwękach. Mieszkała i opiekowała się rodzicami w Ruszczy, gdy w 1873 roku Paweł Popiel przekazał majątek synom. Nie wyszła za mąż. W latach 1901–1926 była prezydentką Sodalicji Pań Wiejskich Ziemi Krakowskiej. Zorganizowała czytelnię liczącą 1600 woluminów w 1932 roku. W latach 1916–1921 w jej domu w dworze w Ruszczy działała szkoła gospodarcza dla dziewcząt zorganizowana przez Sodalicję. W pierwszym roku działalności Zofia Popiel przekazała na jej potrzeby w pieniądzach i naturze 20767 koron. Była członkinią istniejącego w latach 1889–1897 Towarzystwa afrykańskiego, którego celem było zbieranie funduszy, aby zapobiec niewolnictwu. Gdy w 1866 roku została kuratorką fundacji Anastazji z Rudnickich Sołtykowej, której celem była  opieka nad starymi kobietami zaprosiła siostry felicjanki, aby objęły w tym samym roku opieką 18 staruszek mieszkających w zakładzie. W kolejnych latach zakład został rozbudowany i działa do dziś jako Zakład opiekuńczo-leczniczy. Od 1893 roku Zofia mieszkała w Zakładzie Staruszek i Kalek zamiast w Pałacu Popielów przy ulicy św. Jana. Podczas I wojny światowej opiekowała się uchodźcami w Choczni.  